# Miesakjaure
Miesakjaure (eller Miesakjávri med nordsamisk stavning) är en sjö i Kiruna kommun i Lappland och ingår i Torneälvens huvudavrinningsområde. Sjön har en area på 1,35 kvadratkilometer och ligger 772,9 meter över havet. Miesakjaure ligger i Torne och Kalix älvsystem Natura 2000-område. Sjön avvattnas av vattendraget Rautasälven (Rautasätno).

## Delavrinningsområde
Miesakjaure ingår i det delavrinningsområde (757004-161380) som SMHI kallar för Utloppet av Miesakjaure. Medelhöjden är 808 meter över havet och ytan är 4,5 kvadratkilometer. Räknas de 10 avrinningsområdena uppströms in blir den ackumulerade arean 242,93 kvadratkilometer. Rautasälven (Rautasätno) som avvattnar avrinningsområdet har biflödesordning 2, vilket innebär att vattnet flödar genom totalt 2 vattendrag innan det når havet efter 493 kilometer. Avrinningsområdet består mestadels av kalfjäll (70 procent). Avrinningsområdet har 1,35 kvadratkilometer vattenytor vilket ger det en sjöprocent på 29,8 procent.